# Gare d'Échirolles
La gare d'Échirolles est une gare ferroviaire française de la ligne de Grenoble à Montmélian, située sur le territoire de la commune d'Échirolles, dans le département de l'Isère, en région Auvergne-Rhône-Alpes.
Mise en service en 2004, c'est une halte de la Société nationale des chemins de fer français (SNCF), desservie par des trains TER Auvergne-Rhône-Alpes.

## Situation ferroviaire
Établie à 214 mètres d'altitude, la gare d'Échirolles est située au point kilométrique (PK) 135,225 de la ligne de Grenoble à Montmélian, entre les gares de Grenoble et de Grenoble-Universités-Gières.

## Histoire
Mise en service le 30 août 2004, la gare d’Échirolles accueille 1 200 voyageurs quotidiens, qui ont adopté le train pour leurs trajets domicile-travail, notamment les salariés de Bull et Kelkoo qui travaillent à proximité de la halte ferroviaire.[réf. nécessaire]

## Service des voyageurs

### Accueil
C'est un point d'arrêt composé de deux quais situés de part et d'autre des voies. 

### Desserte

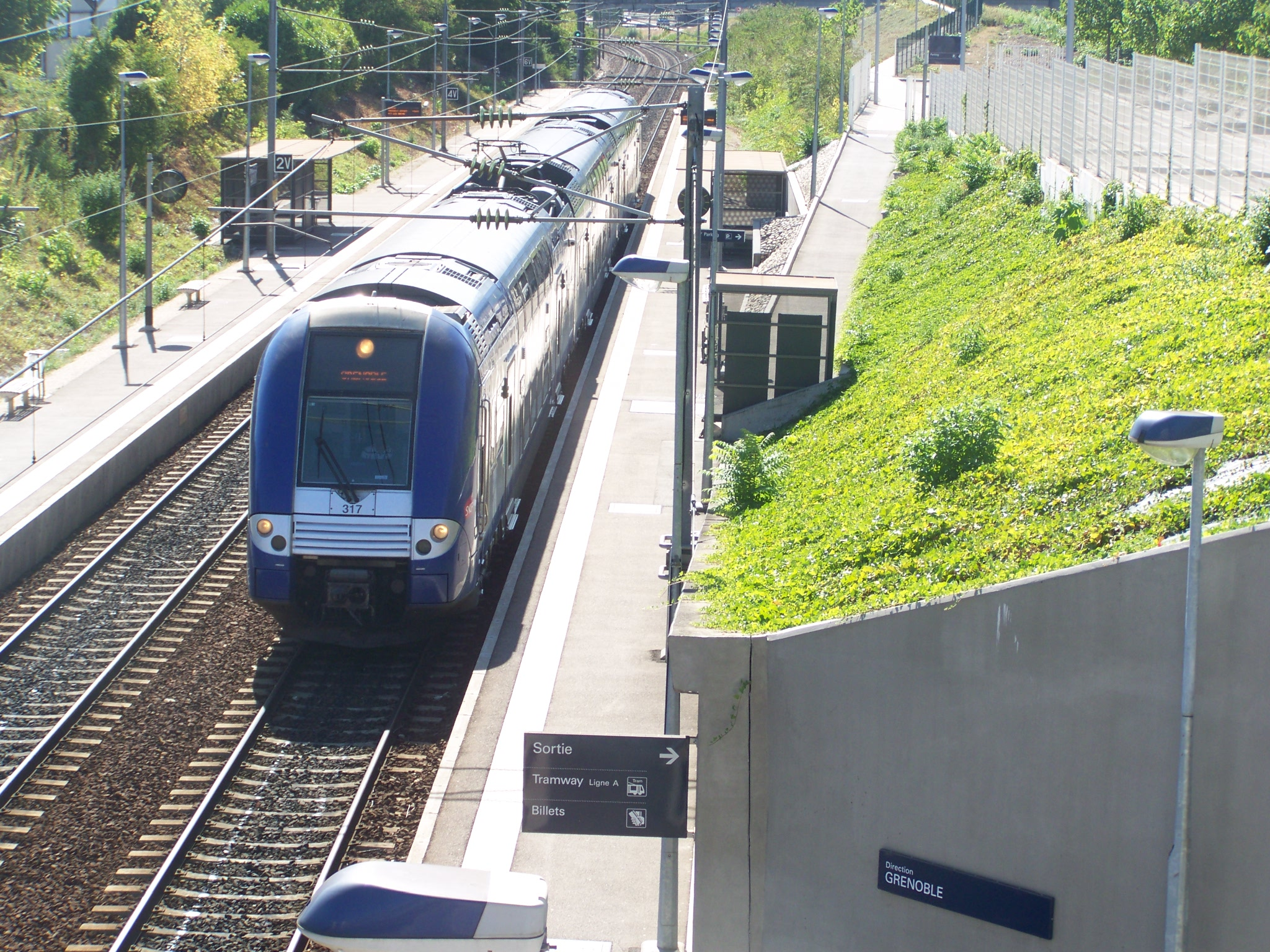
Un TER effectuant le trajet Gières à Grenoble dessert la halte.

Elle est desservie par les trains TER Auvergne-Rhône-Alpes, à raison de :
- 22 trains en direction de Grenoble-Universités-Gières et Chambéry ;
- 22 trains en direction de Grenoble - Rives/Voiron ;

soit deux à trois trains par heure entre 5 h 38 et 20 h 16.
À partir de la gare d'Échirolles, les gares de Grenoble et de Gières peuvent être atteintes en 5 ou 6 minutes.

### Intermodalité
Elle se situe à proximité de la ligne A du tramway de Grenoble et du parc relais Échirolles-Gare. Le parc relais possède 100 places pour les voitures et 40 places pour les deux-roues.